# Campeonato Sudamericano de Fútbol Sub-15 de 2023
El Campeonato Sudamericano Sub-15 de 2024 fue la 10.ª edición de este campeonato juvenil y se disputó por cuarta vez en Bolivia durante el 4 y 19 de octubre de 2024.
Los jugadores elegibles para este torneo fueron aquellos nacidos a partir del 1 de enero de 2008, como se indicó en el Reglamento del Sudamericano Sub-15, edición 2023, en el Artículo 46. A pesar de celebrarse en 2024, el torneo mantuvo el nombre de «Campeonato Sudamericano Sub-15 2023».

## Organización

### Reglas
Cada partido tuvo una duración de 80 minutos, que consistió en dos mitades de 40 minutos cada una. Igualmente cada equipo pudo hacer hasta cinco sustituciones durante el partido en tres ventanas o periodos.

### Sede
| Santa Cruz de la Sierra       |
| ----------------------------- |
| Estadio Ramón Aguilera Costas |
| Capacidad: 35 180             |
|                               |

### Árbitros
La Conmebol confirmó las siguientes ternas arbitrales, provenientes de los 10 países miembros de la confederación.
| - Argentina: Nazareno Arasa - Pablo Acevedo (asistente) - Sebastián Osudar (asistente) - Bolivia: Javier Revollo - William Medina (asistente) - Jesús Antelo (asistente) - Brasil: Rodrigo Pereira - Álex Ang (asistente) - Thiago Farinha (asistente) - Chile: Manuel Vergara - Alan Sandoval (asistente) - Carlos Poblete (asistente) - Claudio Díaz (soporte) | - Colombia: José Ortiz - Cristian Aguirre (asistente) - Javier Patiño (asistente) - Ecuador: Robert Cabrera - Mauricio Lozada (asistente) - Alexis Acosta (asistente) - Paraguay: Giancarlos Juliadoza - Julio Aranda (asistente) - José Villagra (asistente) - Esteban Testta (asistente) | - Perú: Jordi Espinoza - Diego Jajmes (asistente) - José Castillo (asistente) - Alberth Alarcón (asistente) - Uruguay: Alberto Feres - Héctor Bergaló (asistente) - Marcos Rosamen (asistente) - Venezuela: Alejandro Velásquez - José Martínez (asistente) - Erizon Nieto (asistente) |

## Equipos participantes
| Equipos participantes | Equipos participantes | Equipos participantes | Equipos participantes | Equipos participantes |
| --------------------- | --------------------- | --------------------- | --------------------- | --------------------- |
| Argentina             | Brasil                | Ecuador               | Uruguay               | Chile                 |
| Paraguay              | Venezuela             | Bolivia               | Colombia              | Perú                  |

### Sorteo
El sorteo de grupos se llevó a cabo en la sede de la Conmebol ubicada en la ciudad de Luque, Paraguay, el 12 de septiembre de 2024 a las 12:00 (UTC-4).
Entre paréntesis se indica la posición de las selecciones en el Campeonato Sudamericano Sub-15 de 2019. Las selecciones cabezas de serie fueron Bolivia (país anfitrión) y Brasil (campeón defensor).
| Cabezas de serie       | Bombo 2                    | Bombo 3                  | Bombo 4                | Bombo 5                |
| ---------------------- | -------------------------- | ------------------------ | ---------------------- | ---------------------- |
| Bolivia (8) Brasil (1) | Argentina (2) Paraguay (3) | Colombia (4) Ecuador (5) | Venezuela (6) Perú (7) | Uruguay (9) Chile (10) |

## Primera fase
- Los horarios corresponden a la hora de Bolivia (UTC-4).[9]

Criterios de desempate
Los 10 equipos participantes en la primera fase se dividieron en dos grupos de cinco equipos cada uno. Luego de una liguilla simple, a una sola rueda de partidos, pasaron a segunda ronda los equipos que ocuparon las posiciones primera y segunda de cada grupo.
En caso de empate en puntos en cualquiera de las posiciones, la clasificación se determinó siguiendo en orden los siguientes criterios:
1. El resultado del enfrentamiento directo jugado entre los empatados.
2. Diferencia de goles.
3. Cantidad de goles marcados.
4. Menor número de tarjetas rojas.
5. Menor número de tarjetas amarillas.
6. Por sorteo.

     – Clasificados a la fase final.

### Grupo A
| Equipo   | Pts. | PJ | PG | PE | PP | GF | GC | Dif. |
| -------- | ---- | -- | -- | -- | -- | -- | -- | ---- |
| Chile    | 12   | 4  | 4  | 0  | 0  | 8  | 1  | 7    |
| Paraguay | 9    | 4  | 3  | 0  | 1  | 7  | 1  | 6    |
| Colombia | 3    | 4  | 1  | 0  | 3  | 4  | 4  | 0    |
| Bolivia  | 3    | 4  | 1  | 0  | 3  | 2  | 9  | –7   |
| Perú     | 3    | 4  | 1  | 0  | 3  | 2  | 8  | –6   |

| 4 de octubre de 2024 | Chile      | 1:0 (1:0) | Colombia | Estadio Ramón Aguilera Costas, Santa Cruz de la Sierra |                            |
| 17:00                | Cuevas 32' | Reporte   |          | Árbitro(s): Nazareno Arasa                             | Árbitro(s): Nazareno Arasa |

| 4 de octubre de 2024 | Bolivia | 0:1 (0:1) | Perú     | Estadio Ramón Aguilera Costas, Santa Cruz de la Sierra |                             |
| 19:30                |         | Reporte   | Meza 13' | Árbitro(s): Rodrigo Pereira                            | Árbitro(s): Rodrigo Pereira |

- Equipo libre:  Paraguay.

| 6 de octubre de 2024 | Perú | 0:2 (0:2) | Paraguay        | Estadio Ramón Aguilera Costas, Santa Cruz de la Sierra |                           |
| 17:00                |      | Reporte   | Aranda 31', 37' | Árbitro(s): Alberto Feres                              | Árbitro(s): Alberto Feres |

| 6 de octubre de 2024 | Chile                                | 3:0 (1:0) | Bolivia | Estadio Ramón Aguilera Costas, Santa Cruz de la Sierra |                                 |
| 19:30                | Yañez 13', 57' · Martínez 51' (pen.) | Reporte   |         | Árbitro(s): Alejandro Velásquez                        | Árbitro(s): Alejandro Velásquez |

- Equipo libre:  Colombia.

| 8 de octubre de 2024 | Perú        | 1:3 (0:2) | Chile                       | Estadio Ramón Aguilera Costas, Santa Cruz de la Sierra |                            |
| 17:00                | Vásquez 41' | Reporte   | Yañez 18', 54' · Cuevas 37' | Árbitro(s): Robert Cabrera                             | Árbitro(s): Robert Cabrera |

| 8 de octubre de 2024 | Paraguay   | 1:0 (0:0) | Colombia | Estadio Ramón Aguilera Costas, Santa Cruz de la Sierra |                             |
| 19:30                | Franco 62' | Reporte   |          | Árbitro(s): Rodrigo Pereira                            | Árbitro(s): Rodrigo Pereira |

- Equipo libre:  Bolivia.

| 10 de octubre de 2024 | Paraguay | 0:1 (0:0) | Chile       | Estadio Ramón Aguilera Costas, Santa Cruz de la Sierra |                            |
| 17:00                 |          | Reporte   | Meneses 75' | Árbitro(s): Nazareno Arasa                             | Árbitro(s): Nazareno Arasa |

| 10 de octubre de 2024 | Colombia   | 1:2 (0:2) | Bolivia                   | Estadio Ramón Aguilera Costas, Santa Cruz de la Sierra |                           |
| 19:30                 | Angulo 66' | Reporte   | Maraude 12' · Barrios 32' | Árbitro(s): Alberto Feres                              | Árbitro(s): Alberto Feres |

- Equipo libre:  Perú.

| 12 de octubre de 2024 | Colombia                                   | 3:0 (2:0) | Perú | Estadio Ramón Aguilera Costas, Santa Cruz de la Sierra |                                 |
| 17:00                 | Angulo 37' · Londoño 40+1' · Sevillano 42' | Reporte   |      | Árbitro(s): Alejandro Velásquez                        | Árbitro(s): Alejandro Velásquez |

| 12 de octubre de 2024 | Bolivia | 0:4 (0:1) | Paraguay                                           | Estadio Ramón Aguilera Costas, Santa Cruz de la Sierra |                             |
| 19:30                 |         | Reporte   | M. de Carvalho 16' · Franco 41' · Ledesma 68', 77' | Árbitro(s): Rodrigo Pereira                            | Árbitro(s): Rodrigo Pereira |

- Equipo libre:  Chile.

### Grupo B
| Equipo    | Pts. | PJ | PG | PE | PP | GF | GC | Dif. |
| --------- | ---- | -- | -- | -- | -- | -- | -- | ---- |
| Argentina | 8    | 4  | 2  | 2  | 0  | 6  | 4  | 2    |
| Ecuador   | 5    | 4  | 1  | 2  | 1  | 5  | 8  | –3   |
| Brasil    | 5    | 4  | 1  | 2  | 1  | 7  | 5  | 2    |
| Venezuela | 4    | 4  | 1  | 1  | 2  | 7  | 7  | 0    |
| Uruguay   | 3    | 4  | 0  | 3  | 1  | 5  | 6  | –1   |

| 5 de octubre de 2024 | Uruguay      | 1:1 (0:0) | Ecuador    | Estadio Ramón Aguilera Costas, Santa Cruz de la Sierra |                                  |
| 17:00                | Azambuja 64' | Reporte   | Angulo 68' | Árbitro(s): Giancarlos Juliadoza                       | Árbitro(s): Giancarlos Juliadoza |

| 5 de octubre de 2024 | Brasil                                                | 4:1 (2:1) | Venezuela    | Estadio Ramón Aguilera Costas, Santa Cruz de la Sierra |                            |
| 19:30                | Tiago Gonçalves 1' · Davis 28' (a.g.) · Dell 43', 45' | Reporte   | Sulbarán 36' | Árbitro(s): Javier Revollo                             | Árbitro(s): Javier Revollo |

- Equipo libre:  Argentina.

| 7 de octubre de 2024 | Venezuela | 0:1 (0:0) | Argentina    | Estadio Ramón Aguilera Costas, Santa Cruz de la Sierra |                            |
| 17:00                |           | Reporte   | Silveira 48' | Árbitro(s): Jordi Espinoza                             | Árbitro(s): Jordi Espinoza |

| 7 de octubre de 2024 | Uruguay           | 1:1 (1:0) | Brasil                | Estadio Ramón Aguilera Costas, Santa Cruz de la Sierra |                            |
| 19:30                | A. dos Santos 40' | Reporte   | Ruan Pablo 52' (pen.) | Árbitro(s): Manuel Vergara                             | Árbitro(s): Manuel Vergara |

- Equipo libre:  Ecuador.

| 9 de octubre de 2024 | Venezuela                       | 2:2 (1:0) | Uruguay                            | Estadio Ramón Aguilera Costas, Santa Cruz de la Sierra |                            |
| 17:00                | Sulbarán 28' · Berroterán 80+7' | Reporte   | Martínez 80' · Pagano 80+3' (a.g.) | Árbitro(s): Javier Revollo                             | Árbitro(s): Javier Revollo |

| 9 de octubre de 2024 | Argentina                        | 2:2 (1:1) | Ecuador                 | Estadio Ramón Aguilera Costas, Santa Cruz de la Sierra |                        |
| 19:30                | De Martis 17' (pen.) · Ojeda 55' | Reporte   | Lerma 25' (pen.), 80+3' | Árbitro(s): José Ortiz                                 | Árbitro(s): José Ortiz |

- Equipo libre:  Brasil.

| 11 de octubre de 2024 | Argentina                  | 2:1 (1:1) | Uruguay      | Estadio Ramón Aguilera Costas, Santa Cruz de la Sierra |                                  |
| 17:00                 | Jainikoski 30' · Yanez 64' | Reporte   | Azambuja 19' | Árbitro(s): Giancarlos Juliadoza                       | Árbitro(s): Giancarlos Juliadoza |

| 11 de octubre de 2024 | Ecuador         | 2:1 (2:1) | Brasil           | Estadio Ramón Aguilera Costas, Santa Cruz de la Sierra |                            |
| 19:30                 | Angulo 11', 39' | Reporte   | Ruan Barbosa 28' | Árbitro(s): Jordi Espinoza                             | Árbitro(s): Jordi Espinoza |

- Equipo libre:  Venezuela.

| 13 de octubre de 2024 | Ecuador | 0:4 (0:3) | Venezuela                                      | Estadio Ramón Aguilera Costas, Santa Cruz de la Sierra |                        |
| 17:00                 |         | Reporte   | Berroterán 1' · García 16', 39' · Mancilla 51' | Árbitro(s): José Ortiz                                 | Árbitro(s): José Ortiz |

| 13 de octubre de 2024 | Brasil       | 1:1 (1:1) | Argentina    | Estadio Ramón Aguilera Costas, Santa Cruz de la Sierra |                            |
| 19:30                 | Wesley 40+4' | Reporte   | Esquivel 15' | Árbitro(s): Manuel Vergara                             | Árbitro(s): Manuel Vergara |

- Equipo libre:  Uruguay.

## Fase final

### Cuadro de desarrollo
|  | Semifinales | Semifinales | Semifinales |          |         | Final                        | Final                        | Final                        |  |
|  |             |             |             |          |         |                              |                              |                              |  |
|  |             |             |             |          |         |                              |                              |                              |  |
|  | 1A          | Chile       | 3 (3)       |          |         |                              |                              |                              |  |
|  | 1A          | Chile       | 3 (3)       |          |         |                              |                              |                              |  |
|  | 2B          | Ecuador     | 3 (4)       |          |         |                              |                              |                              |  |
|  | 2B          | Ecuador     | 3 (4)       |          | Ecuador | Ecuador                      | 0 (3)                        |                              |  |
|  |             |             |             |          | Ecuador | Ecuador                      | 0 (3)                        |                              |  |
|  |             |             | Paraguay    | Paraguay | 0 (4)   |                              |                              |                              |  |
|  | 1B          | Argentina   | Paraguay    | Paraguay | 0 (4)   | 2 (3)                        |                              |                              |  |
|  | 1B          | Argentina   |             |          |         | 2 (3)                        |                              |                              |  |
|  | 2A          | Paraguay    | 2 (4)       |          |         | Partido por el tercer puesto | Partido por el tercer puesto | Partido por el tercer puesto |  |
|  | 2A          | Paraguay    | 2 (4)       |          |         | Partido por el tercer puesto | Partido por el tercer puesto | Partido por el tercer puesto |  |
|  |             |             |             |          |         |                              |                              |                              |  |
|  |             |             |             |          |         | Chile                        | Chile                        | 1                            |  |
|  |             |             |             |          |         | Chile                        | Chile                        | 1                            |  |
|  |             |             |             |          |         | Argentina                    | Argentina                    | 2                            |  |
|  |             |             |             |          |         | Argentina                    | Argentina                    | 2                            |  |
|  |             |             |             |          |         |                              |                              |                              |  |

- Los horarios corresponden a la hora de Bolivia (UTC-4).

### Semifinales
| 16 de octubre de 2024 | Chile                                       | 3:3 (2:2) (3:4 p.)         | Ecuador                                        | Estadio Ramón Aguilera Costas, Santa Cruz de la Sierra |                                 |
| 17:00                 | Martínez 32' · Orellana 36' · Silva 80+3'   | Reporte                    | E. Quintero 9' · Lerma 39' · Angulo 44'        | Árbitro(s): Alejandro Velásquez                        | Árbitro(s): Alejandro Velásquez |
|                       |                                             | Tiros desde el punto penal |                                                |                                                        |                                 |
|                       | Contreras · Torres · Ovando · Yañez · Paris |                            | Lerma · Y. García · Ordóñez · Caicedo · Pineda |                                                        |                                 |

| 16 de octubre de 2024 | Argentina                                     | 2:2 (2:1) (3:4 p.)         | Paraguay                                        | Estadio Ramón Aguilera Costas, Santa Cruz de la Sierra |                        |
| 19:30                 | De Martis 17' · Espíndola 40+1'               | Reporte                    | Ledesma 27' (pen.) · M. de Carvalho 54'         | Árbitro(s): José Ortiz                                 | Árbitro(s): José Ortiz |
|                       |                                               | Tiros desde el punto penal |                                                 |                                                        |                        |
|                       | Zalazar · Satas · Gómez · Baridó · Jainikoski |                            | Zayas · Freyres · Alcaraz · Cristaldo · Coronel |                                                        |                        |

### Tercer puesto
| 19 de octubre de 2024 | Chile     | 1:2 (0:2) | Argentina                     | Estadio Ramón Aguilera Costas, Santa Cruz de la Sierra |                            |
| 17:00                 | Yáñez 45' | Reporte   | De Martis 16' · Pereyra 40+2' | Árbitro(s): Jordi Espinoza                             | Árbitro(s): Jordi Espinoza |

### Final
| 19 de octubre de 2024 | Ecuador                                             | 0:0 (3:4 p.)               | Paraguay                                             | Estadio Ramón Aguilera Costas, Santa Cruz de la Sierra |                             |
| 19:30                 |                                                     | Reporte                    |                                                      | Árbitro(s): Rodrigo Pereira                            | Árbitro(s): Rodrigo Pereira |
|                       |                                                     | Tiros desde el punto penal |                                                      |                                                        |                             |
|                       | Lerma · Dacosta · Ordóñez · H. Quintero · Y. García |                            | M. de Carvalho · Zayas · Campss · Cristaldo · Franco |                                                        |                             |

|                              |
| Bandera de Paraguay          |
| Campeón Paraguay 3.er título |

## Estadísticas

### Tabla general
| Pos. | Equipo    | Pts | PJ | PG | PE | PP | GF | GC | Dif | Rend. |
| ---- | --------- | --- | -- | -- | -- | -- | -- | -- | --- | ----- |
| 1    | Paraguay  | 11  | 6  | 3  | 2  | 1  | 9  | 3  | 6   | 61%   |
| 2    | Ecuador   | 7   | 6  | 1  | 4  | 1  | 8  | 11 | -3  | 38%   |
| 3    | Argentina | 12  | 6  | 3  | 3  | 0  | 10 | 7  | 3   | 66%   |
| 4    | Chile     | 13  | 6  | 4  | 1  | 1  | 12 | 6  | 6   | 72%   |
| 5    | Brasil    | 5   | 4  | 1  | 2  | 1  | 7  | 5  | 2   | 42%   |
| 6    | Venezuela | 4   | 4  | 1  | 1  | 2  | 7  | 7  | 0   | 33%   |
| 7    | Colombia  | 3   | 4  | 1  | 0  | 3  | 4  | 4  | 0   | 25%   |
| 8    | Uruguay   | 3   | 4  | 0  | 3  | 1  | 5  | 6  | -1  | 25%   |
| 9    | Perú      | 3   | 4  | 1  | 0  | 3  | 2  | 8  | -6  | 25%   |
| 10   | Bolivia   | 3   | 4  | 1  | 0  | 3  | 2  | 9  | -7  | 25%   |

### Goleadores
| Jugador          | Selección | Goles |
| ---------------- | --------- | ----- |
| Zidane Yáñez     | Chile     | 5     |
| Riquelme Angulo  | Ecuador   | 4     |
| Nicolás Azambuja | Uruguay   | 3     |
| Thomas De Martis | Argentina | 3     |
| Alan Ledesma     | Paraguay  | 3     |
| Justin Lerma     | Ecuador   | 3     |

## Transmisión
| País      | Difusor                                              |
| --------- | ---------------------------------------------------- |
| Argentina | DSports                                              |
| Bolivia   | Tigo Sports, Entel, Digital, COMTECO, COTEOR, Tu Ves |
| Brasil    | SporTV                                               |
| Chile     | DSports                                              |
| Colombia  | DSports                                              |
| Ecuador   | DSports                                              |
| Paraguay  | Tigo Sports                                          |
| Perú      | DSports                                              |
| Uruguay   | DSports                                              |
| Venezuela | DSports                                              |